# SJFA North Superleague
La North Region Junior Football League è uno dei 6 campionati semiprofessionistici minori di calcio in Scozia, quello che copre le zone di Aberdeen, Aberdeenshire e Moray.

## La lega
La lega è stata fondata nel 2001 per promuovere il calcio centro-settentrionale della Scozia.
La lega è un membro della Scottish Football Association ed è interconnessa con la sovrastante Highland Football League mediante un play-off fra il proprio campione, quello della Midlands Football League e quello della North Caledonian Football League, cui segue un'altra sfida con l'ultima classificata della HFL.
Il campionato è composto da 2 divisioni: la massima divisione comprende 16 squadre, mentre la seconde divisione 15. Le partecipanti di ciascuna lega si sfidano 2 volte ciascuna in gironi di andata e ritorno per un totale di 30 e 28 giornate rispettivamente; la prima classificata della Premier League parteciperà al play-off promozione, mentre le ultime 2 classificate retrocederanno in Championship.
Non essendo prevista in Scozia una connessione col calcio dilettantistico, la seconda divisione della North Region League non ha retrocessioni.

## Partecipanti stagione 2024-2025

### Premier League
- Aberdeen East End
- Banks O'Dee Juniors
- Bridge of Don Thistle
- Buchanhaven Hearts
- Colony Park
- Culter
- Dyce
- Ellon United
- Fraserburgh United
- Hermes
- Islavale
- Maud
- Newmachar United
- Rothie Rovers
- Stonehaven
- Sunnybank

### Championship
- Banchory St. Ternan
- Burghead Thistle
- Cruden Bay
- Deveronside
- Dufftown
- Forres Thistle
- Glentanar
- Hall Russell United
- Longside
- Lossiemouth United
- Nairn St. Ninian
- New Elgin
- Stoneywood Parkvale
- Westdyke CC
- Whitehills

In grassetto le squadre promosse.